# Abutre-real

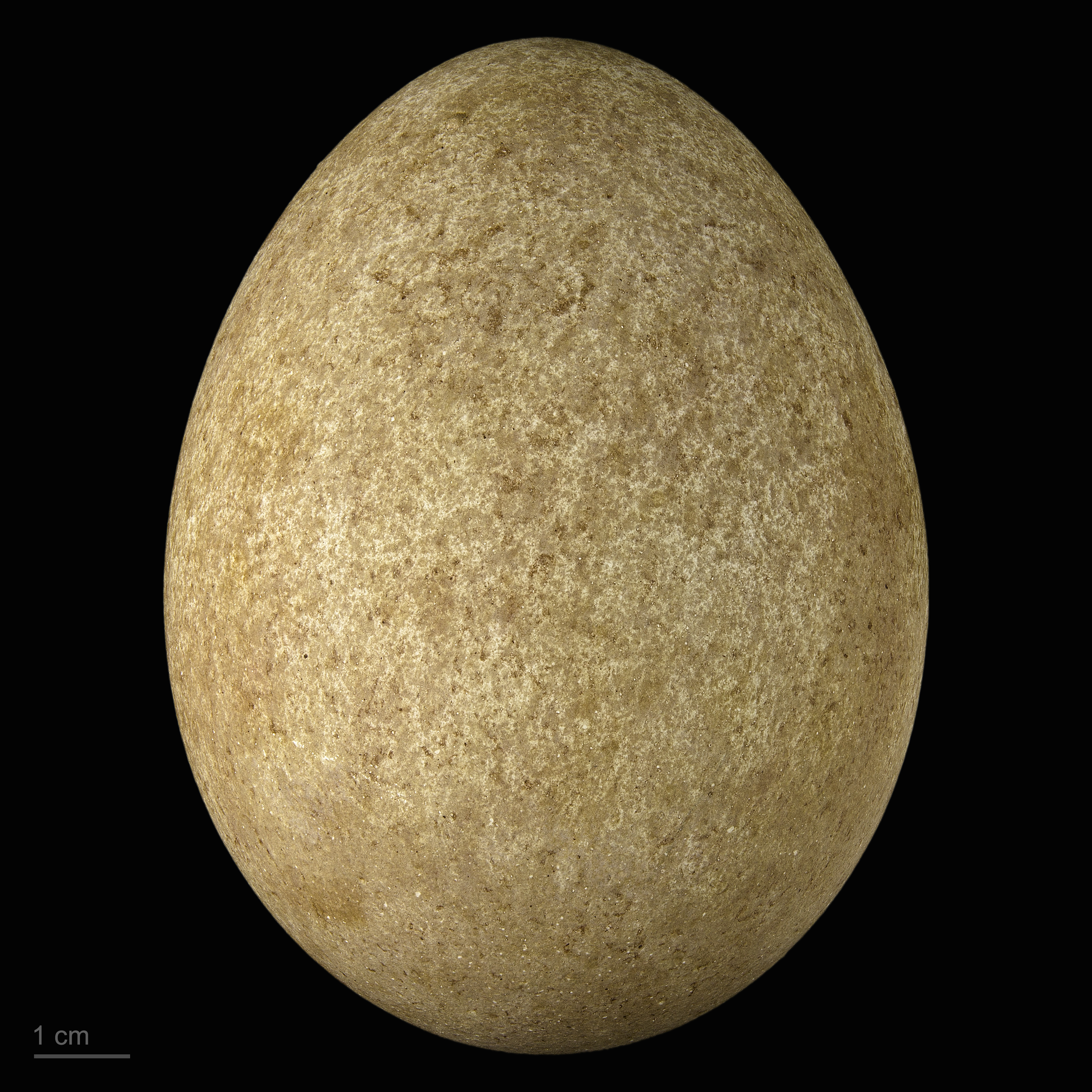
Torgos tracheliotus - MHNT

O abutre-real (Torgos tracheliotus), também chamado abutre-torgo ou oricu, é a única espécie de abutre relatada no gênero Torgos. É uma grande ave de rapina necrófaga que pode chegar a medir 1,15 metros de comprimento, ultrapassar facilmente os 2,80 metros de envergadura e pode pesar até 9,5 quilos. O abutre-torgo é facilmente reconhecido pela sua cabeça nua e de coloração avermelhada e sua face predominantemente enrugada.